# Brenoritvrezorkre
 (mars 2025).
Motif : Insuffisance en matière de sources secondaires requises. Cf WP:CAA 
- Archive Wikiwix
- Bing
- Cairn
- DuckDuckGo
- E. Universalis
- Gallica
- Google
- G. Books
- G. News
- G. Scholar
- Persée
- Qwant
- (zh) Baidu
- (ru) Yandex
- (wd) trouver des œuvres sur Wikidata

| 1. | Préciser le motif de la pose du bandeau. | Précisez le motif de la pose du bandeau en utilisant la syntaxe suivante : {{admissibilité à vérifier\|date=avril 2025\|motif=remplacez ce texte par le motif}}                        |
| 2. | Informer les utilisateurs concernés.     | Pensez à avertir le créateur de l'article, par exemple, en insérant le code ci-dessous sur sa page de discussion : {{subst:avertissement admissibilité à vérifier\|Brenoritvrezorkre}} |

Brenoritvrezorkre est un groupe éphémère de black metal français, originaire de Bretagne. Dans son existence, entre 1995 et 1997, il ne compte qu'un seul membre qui est Vordb Dréagvor Uèzréèvb.

## Biographie
Brenoritvrezorkre est formé en 1995, en Bretagne. Il appartient au cercle des Légions Noires. Son seul membre est Vordb Dréagvor Uèzréèvb (également actif dans les groupes Belketre, Torgeist, Black Murder, Moëvöt),. En deux ans, Brenoritvrezorkre ne publie que quatorze démos incluant Vèrmyaprèb et Nèvgzérýa en 1995, ainsi que Ervoelbtre et Vasagraèbe Eakr Vatrè Brenoritvrezorkre en 1996,,,.
Le style musical de Brenoritvrezorkre se distingue résolument des autres projets des légions noires, et constitue un hybride entre le black metal relativement structuré de Vlad Tepes, Torgeist ou Belketre, et les sonorités ambiantes de Moëvöt. Certains auditeurs ont rapproché Brenoritvrezorkre de Maurizio Bianchi (pionnier de la musique industrielle) et d'Abruptum (groupe suédois d'ambient black metal). Un grand nombre de critiques insiste sur l'atmosphère extraordinairement malsaine et dérangeante qui émane de ces enregistrements, exacerbée par une production bancale produisant un son étouffé et opaque.

## Discographie
- 1995 : Vaszagraèbe Éakr Uatrè Brenoritvrezorkre
- 1995 : Vèrmyaprèb
- 1995 : Nèvgzérýa
- 1995 : Uatr Borvuatre Zuèrkl Szaèmdre
- 1995 : Èrvœlbtre
- 1996 : Morvbtre Urvdrèm Zlaèvatanvèrhzlévaryavge
- 1996 : Zrièldvœrhkre
- 1996 : Èmvandre Vérèbl Dlèfmebréarmdrèb
- 1996 : Uatr Drèmseglore
- 1996 : Rèhgèb
- 1996 : Favoapr Vagézaryavtre Glorurb
- 1996 : Tsaévarya Varne
- 1996 : Szurvlebrenoritvrezorkre
- 1996 : Glorhmevoarmtre